# San Pedro del Valle
San Pedro del Valle település Spanyolországban, Salamanca tartományban. San Pedro del Valle Almenara de Tormes, Zarapicos, Carrascal de Barregas, Vega de Tirados és Juzbado községekkel határos. Lakosainak száma 145 fő (2024).

## Népesség
A település népessége az elmúlt években az alábbi módon változott:
| Lakosok száma | 133  | 127  | 138  | 140  | 147  | 147  | 148  | 138  | 138  | 145  |
|               | 2001 | 2004 | 2007 | 2009 | 2012 | 2014 | 2017 | 2019 | 2022 | 2024 |